# Styl brillant
Styl brillant, styl brillante – rodzaj stylu muzycznego w muzyce romantycznej pierwszej połowy XIX wieku. W technice wykonawczej charakteryzuje się wirtuozerią, drugą jego cechą jest kantylenowa melodyka o charakterze sentymentalnym.

## Podstawowe cechy charakterystyczne stylu brillant
1. Predylekcja do brzmień lekkich, jasnych (kojarzonych z wiedeńską mechaniką fortepianu), uzyskiwanych przez wykorzystywanie wysokiego i średniego rejestru;
2. rezygnacja z brzmień niskich, masywnych i zagęszczonych. Rejestr niski stosowany był niemal wyłącznie do prezentacji podstawy harmonicznej;
3. zestawianie obok siebie, na przemian, odcinków kantylenowych, wspartych na akompaniamencie i odcinków całkowicie figuracyjnych o wirtuozowskim charakterze, z przewagą tych ostatnich;
4. homofonia;
5. wzbogacenie środków faktury pianistycznej w zakresie ornamentyki i figuracji.

## Okoliczności powstania stylu brillant
Styl brillant panował w muzyce fortepianowej zasadniczo od początku XIX wieku do lat 30., w twórczości Johanna Nepomuka Hummla, Carla Marii von Webera, Johna Fielda, Friedricha Kalkbrennera, Sigismunda Thalberga oraz młodego Fryderyka Chopina, Ferenca Liszta i innych. Jego reminiscencje można jeszcze zauważać przez długi czas u działających w Paryżu przedstawicieli muzyki salonowo–koncertowej.
Źródłem stylu brillant była potrzeba popisu pianistów–kompozytorów, występujących na licznych koncertach. Wiązało się to z uczestniczeniem w kulturze nowej warstwy społecznej – mieszczaństwa, o słabszym przygotowaniu muzycznym. Do tych nowych odbiorców przemawiały przede wszystkim te elementy, które były stosunkowo łatwe w odbiorze, a więc biegłość techniczna i śpiewna, sentymentalna melodia.
Styl brillant wpłynął na udoskonalenie mechanizmu fortepianu. Konstruktorzy prześcigali się bowiem w budowaniu nowoczesnych mechanizmów instrumentu, starając się odpowiedzieć na zapotrzebowania społeczne. Jednocześnie, to właśnie doskonalsze fortepiany, umożliwiające coraz bieglejszą grę, były jednym z powodów, dla których styl ten w ogóle mógł powstać. W początkach XIX wieku szczególnie popularne były dwa rodzaje fortepianów: wiedeński i angielski. Wśród kompozytorów zdania były podzielone, co do tego, który z tych instrumentów jest bardziej odpowiedni. Jednak nie było wątpliwości, że mechanika wiedeńska była lżejsza, przez co łatwiej można było wykonać nawet najtrudniejsze figuracje, biegniki i pasaże, w artykulacji non legato (które było jednym z obowiązujących w owych czasach sposobów wykonawczych). Natomiast mechanika angielska była cięższa, wymagała silniejszego uderzenia (z uwagi na większe zagłębienie klawiszy i wolniejszy system odbicia młoteczków od strun przy repetycjach), przy czym dźwięk wydobywany z tych instrumentów stawał się pełniejszy, idealny do prowadzenia kantyleny. Sam Hummel szeroko wypowiadał się na temat obydwu tych fortepianów i uznawał, że dla stylu brillant bardziej odpowiednia jest mechanika wiedeńska, która „nie utrudnia biegłości palców”.
Wspomnianego już Hummla, uważa się za jednego z najwybitniejszych przedstawicieli stylu brillant. Reprezentuje on ów styl nie tylko w swojej twórczości muzycznej, ale także w teorii, czego przejawem jest podręcznik do gry na fortepianie: Ausfuhrlische theoretisch – praktische Answeisung zum Pianoforte Spiel vom ersten Elementarunterricnt an bis zum vollkommendsten Ausbildung. Był on ceniony przez pianistów pierwszej połowy XIX wieku, gdyż stanowił pełne usystematyzowanie reguł dotyczących gry na fortepianie.
Hummel był uczniem Mozarta i od niego przejął klasyczne zasady, formy i wiele środków z zakresu techniki pianistycznej. Jednak czerpiąc z twórczości swojego wielkiego poprzednika, Hummel nie poprzestał na naśladownictwie. Przejęte od Mozarta rozwiązania znacznie rozwinął, tak że stały się one wyznacznikami nowego stylu.
W partiach kantylenowych Hummel wzorował się na swoim mistrzu, choć nie miał tak wielkiej inwencji melodycznej jak Mozart. Mozartowska kantylenowa, zornamentowana melodyka, ujęta w budowę okresową, rozwijająca się na tle różnych postaci basu Albertiego, została u Hummla zmodyfikowana. Różnica w stosunku do klasyka wiedeńskiego polegała m.in. na wprowadzeniu, obok zastanych ornamentów (przedstawianych za pomocą symboli, bądź wypisanych w nutach), nieregularnych grup dźwiękowych o charakterze improwizacyjnym. Pełniły one przede wszystkim funkcję popisową. Jednocześnie Hummel rozbudował harmonikę, co uznaje się za zwiastun stylu romantycznego.
Także figuracje przejęte z twórczości klasyków: Mozarta i 
 Clementiego, zostały w znaczny sposób rozwinięte i rozbudowane. Do gam, pasaży, rozłożonych akordów i podwójnych dźwięków, Hummel dodał technikę akordową (łamane akordy, tremolo akordowe, pochody akordowe: diatoniczne i chromatyczne, arpeggia), znacznie częściej stosował technikę oktawową (łamane oktawy, pochody oktawowe: diatoniczne i chromatyczne), a przede wszystkim poszerzył zasób figur, powiększył ich zasięg i rozszerzył ambitus w ramach jednej figury ponad interwał oktawy.
Sam Hummel w przedmowie do Answeisung zum Pianoforte Spiel stwierdza, że "nie dąży do nowatorstwa (...), chce utrzymać (...) to, co pożyteczne (...) i dodać ze współczesnej techniki gry i z faktury fortepianowej to, co jest celowe (...)". Jako teoretyk zasłynął z najdokładniejszego opisania wirtuozowskiej techniki pianistycznej sprzed 1830 roku. Technika ta „ożywiła klasyczny styl i prowadziła do największego w dziejach muzyki rozkwitu środków wirtuozowskich, przypadającego na okres romantyzmu”. Z tego powodu, przy wyznaczaniu kategorii stylu brillant, oprę się w zasadniczy sposób na twórczości Hummla, jako najbardziej reprezentatywnego dla omawianego stylu.
Jak już wspomniano, w literaturze muzykologicznej nie znajdujemy pełnej definicji stylu brillant. Jednak w opracowaniach wyszczególnia się, czasem pojedyncze, a zatem niedające pełnego obrazu, cechy charakterystyczne omawianego stylu. Również wymienia się konkretnych kompozytorów i ich utwory, które należą do tego stylu. Toteż, opierając się na literaturze, ze szczególnym uwzględnieniem Answeisung zum Pianoforte Spiel Hummla oraz analizując kompozycje, głównie Hummla, w dalszym toku rozdziału podejmę się zebrania informacji, rozrzuconych w licznych wydawnictwach, aby na tej podstawie określić czynniki charakterystyczne dla stylu brillant.

## Kategorie stylu brillant
Jednoznaczne zdefiniowanie stylu brillant nastręcza trudności z uwagi na złożoność tego zjawiska. Na styl brillant składają się bowiem różnorakie czynniki zwane kategoriami. Dopatrzenie się w utworze jednej bądź kilku nawet z owych kategorii nie gwarantuje jednak przynależności danego dzieła do stylu brillant. Dopiero współwystępowanie wszystkich tych czynników w utworze muzycznym oraz ich odpowiednie wykorzystanie sprawia, że można mówić o wcześniej wspomnianym stylu.
Określając styl brillant wymieniono kategorie stylu, wskazując na ich wspólną zależność:
1. Istnienie dwóch warstw: akompaniamentu i melodii. Melodia realizowana w partii prawej ręki odróżniała się od figuracyjnego tła (będącego najczęściej jakimś przekształceniem basu Albertiego) w akompaniamencie. Oczywiste jest, że taki układ nie był wykorzystywany w całości kompozycji. Wyrazisty podział na melodię z akompaniamentem widoczny był głównie w tematach, czy częściach powolnych form cyklicznych. Specyficzne dla stylu brillant było istnienie dwóch niezależnych planów, tworzących przejrzystą, „cienką” fakturę. Żadne zabiegi polifoniczne, zagęszczanie faktury nie było charakterystyczne dla omawianego stylu. Dominacja homofonii, w której plan górny zarezerwowany jest dla warstwy melodycznej, a dolny dla akompaniamentu stanowi pierwszą, aczkolwiek nie najważniejszą, a przede wszystkim nie jedyną kategorię stylu.
2. Dominacja środkowego i wysokiego rejestru fortepianu. O ile analizując dzieła wspomnianych wcześniej kompozytorów, można znaleźć przykłady pełnego wykorzystania skali instrumentu, to jednak specyficzne dla „brillant” jest używanie górnej części skali fortepianu do prezentowania warstwy melodycznej oraz figuracji. Dzięki temu uzyskano pewien rodzaj lekkości i „błyskotliwości” brzmienia. Unikano natomiast masywnych, ciężkich brzmień, zagęszczania ruchu, szybkich następstw akordów w układzie skupionym i w niskim rejestrze.
3. Występowanie obok siebie odcinków kantylenowo-ornamentalnych oraz figuracyjnych. Zestawianie tego typu odcinków miało funkcję nie tylko wyrazową, ale i formotwórczą. Styl brillant najsilniej oddziaływał na koncert, modyfikując jego formę w sposób najbardziej widoczny, co było związane z popisową funkcją tej formy, tak bliską kompozytorom tego czasu. Zmiany dotknęły przede wszystkim koncepcji allegra sonatowego. Dwie przeciwstawne typy linii melodycznej: kantylena i figuracja podzieliły między siebie pierwszą część allegra sonatowego, czyli ekspozycję. Kantylenie przypadły w udziale odcinki tematyczne (w związku z czym, znika wyrazowy dualizm tematyczny). Figuracja natomiast przeniknęła do pozostałych współczynników formy: introdukcji, epilogu, partii łącznikowych (w ekspozycji), a także do drugiej części formy sonatowej, przetworzenia, wypierając tradycyjną pracę przetworzeniową. Z uwagi na przesycenie wirtuozerią, konieczne było zrezygnowanie z improwizowanej cadenzy. Z powodu nadrzędnej roli wirtuozerii, która cechowała partie międzytematyczne, uległy zmianie proporcje w formie allegra. Tematy stały się krótkie, podczas gdy wydłużeniu uległy odcinki łącznikowe. Jednocześnie instrument solowy znacznie dominował nad partią orkiestry.
Styl brillant wpłynął także, choć w mniejszym stopniu, na formę sonaty. Przede wszystkim uległa modyfikacji, podobnie jak w koncercie, hierarchia ogniw allegra sonatowego. Nadrzędną rolę zaczęły odgrywać partie łącznikowe i epizodyczne, z uwagi na przesycenie ich środkami figuracyjnego popisu. Nastąpił także zanik kontrastu wyrazowego między tematami, gdyż obydwa miały charakter kantylenowy. Rolę klasycznego kontrastu tematycznego, pełnić zaczął kontrast pomiędzy tematami (kantylena) a partiami łącznikowymi i epizodycznymi (figuracja). W przetworzeniu w miejsce pracy tematycznej i rozległych modulacji pojawiają się wirtuozowskie figury pianistyczne. W repryzie często pojawiają się wariacje ornamentalne przy pokazach tematów. Zdarza się, że ogniwo to jest skrócone (brak któregoś z tematów).
W stylu brillant powstawały także mniejsze gatunki muzyczne, takie jak: rondo, wariacje, tańce, fantazje, etiudy. Zdarzało się, że kompozytorzy dodawali w tytule kompozycji przymiotnik brillant np. Rondeau brillant, Brillante Phantasie itp. Zmiany w obrębie tych gatunków skierowały się, oczywiście, w stronę wirtuozostwa i komplikacji technicznych.
Wraz z wprowadzeniem kantyleny i figuracji, pojawiają się charakterystyczne dla nich środki, które przez kompozytorów stylu brillant zostały w znaczny sposób rozwinięte.
4. Środki ornamentalne 
Występują one w połączeniu z melodią kantylenową, którą ozdabiają i wypełniają, czyniąc ją jeszcze bardziej płynną, ale nie naruszają jej struktury harmonicznej. Hummel w swoim podręczniku gry na fortepianie wyszczególnia dwie grupy ornamentów (ze znakami notacyjnymi oraz rozpisane w nutach), które istniały w pianistyce jeszcze przed pojawieniem się stylu brillant.
Dla stylu brillant ważne jest nie tylko stosowanie owych ornamentów, które przejęte zostały przecież z klasycyzmu, ale przede wszystkim ich rozbudowa. W twórczości kompozytorów 1 połowy XIX wieku można zauważyć liczne przekształcenia ozdobników, idące w kierunku wirtuozowskim. Zaliczyć do nich można: tryl od nuty głównej, łańcuchy tryli podwójnych i potrójnych, w obu rękach jednocześnie, a także stosowanie wielodźwiękowych ornamentów o swobodnym, improwizatorskim charakterze (nawet do 50 nut w jednym takcie).
5. Środki figuracyjne
Figury o podobnym kształcie jak u kompozytorów stylu brillant, spotkać można już w twórczości Mozarta, jednak (podobnie jak w przypadku ornamentów) kompozytorzy stylu brillant rozwijają je, powiększając ich obszar, różnicują je, a także nasycają wielodźwiękami (np. tremolo akordowe). Stosują je w środkowym i wysokim rejestrze (odmiennie niż Beethoven), nie powodując tym samym efektu zagęszczenia brzmienia. 
Początek każdej nowej figury przypada na początek każdej miary taktu. Figury pokrywają się z podziałem metrycznym taktu, przez co podkreślona jest równomierna pulsacja rytmiczna. Rozszerzony zostaje ambitus w ramach jednej figury. Pojawiają się przypadki przekraczania oktawy (skoki w obrębie figury dochodzą do decymy włącznie – od lat 20 XIX wieku). Figury ulegają stopniowej komplikacji (np. przez połączenie rozległych skoków z dwudźwiękami, czy trójdźwiękami), powodując wzrost trudności technicznych utworu.
Figuracja zbudowana jest na ogół z identycznych lub podobnie skonstruowanych figur (zmiana figury następuje średnio co 2 takty), przesuwanych o różne interwały lub przerzucanych do innego rejestru – głównie średniego i wysokiego (por. punkt 2), w partiach jednej bądź obydwu rąk jednocześnie lub komplementarnie. Tworzy się w ten sposób „łańcuchowy szereg”, dla którego oparciem i tłem jest harmonia. Istotą figuracji jest stosowanie jednorodnego ruchu rytmicznego – głównie ósemek, szesnastek i trzydziestodwójek. W ramach całego przebiegu figuracyjnego pojawia się kierunek wznoszący, opadający bądź mieszany.
Wraz ze wzrostem zainteresowania wirtuozerią i rozwojem ornamentyki i figuracji, wzbogaceniu ulegają także środki techniki pianistycznej. Należą do nich: krzyżowanie rąk, skoki (ponad oktawę), paralelizmy, figuracje akordowe, glissandowe wykonanie oktaw. Powyższe wirtuozowskie środki techniczne są ściśle związane z figuracjami, których rozwój był możliwy dzięki zdobyczom na gruncie metodyki fortepianowej. W Anweisung zum Pianoforte Spiel... Hummla zaprezentowany został nowy sposób gry tzw. „palcowo-kiściowej” (Hummel odrzuca grę ramieniem i uznaje jedynie „biegłość palców”), który według Poniatowskiej przyczynił się do rozwoju wirtuozerii i pianistyki w XIX wieku.
Z powodu wywodzenia się stylu brillant bezpośrednio z pianistyki Mozarta, czasem powstają trudności w odróżnieniu utworu o cechach klasycznych od utworu zawierającego zwiastuny nowego stylu brillant. Ma to najczęściej miejsce w przypadku kompozycji pochodzących z początków XIX wieku. W polskiej muzyce fortepianowej kompozytorem, którego twórczość nastręcza najwięcej trudności pod tym względem, jest Franciszek Lessel. Powszechnie uważa się, że kompozycje Lessla zawierają cechy wczesnego stylu brillant. Czym różni się wczesny styl brillant od dojrzałego stylu Mozarta – pozostaje kwestią nierozstrzygniętą. Trudno stwierdzić, gdzie kończy się pianistyka w stylu Mozarta, a zaczyna styl brillant. Często oba te style współistnieją w jednej kompozycji. Pewne elementy są adaptacją środków stosowanych przez klasyków, szczególnie Mozarta, a pewne już poza ich zdobycze wykraczają, w kierunku wytyczonym przez Hummla i innych przedstawicieli dojrzałego stylu brillant.